# Kaden Verlag

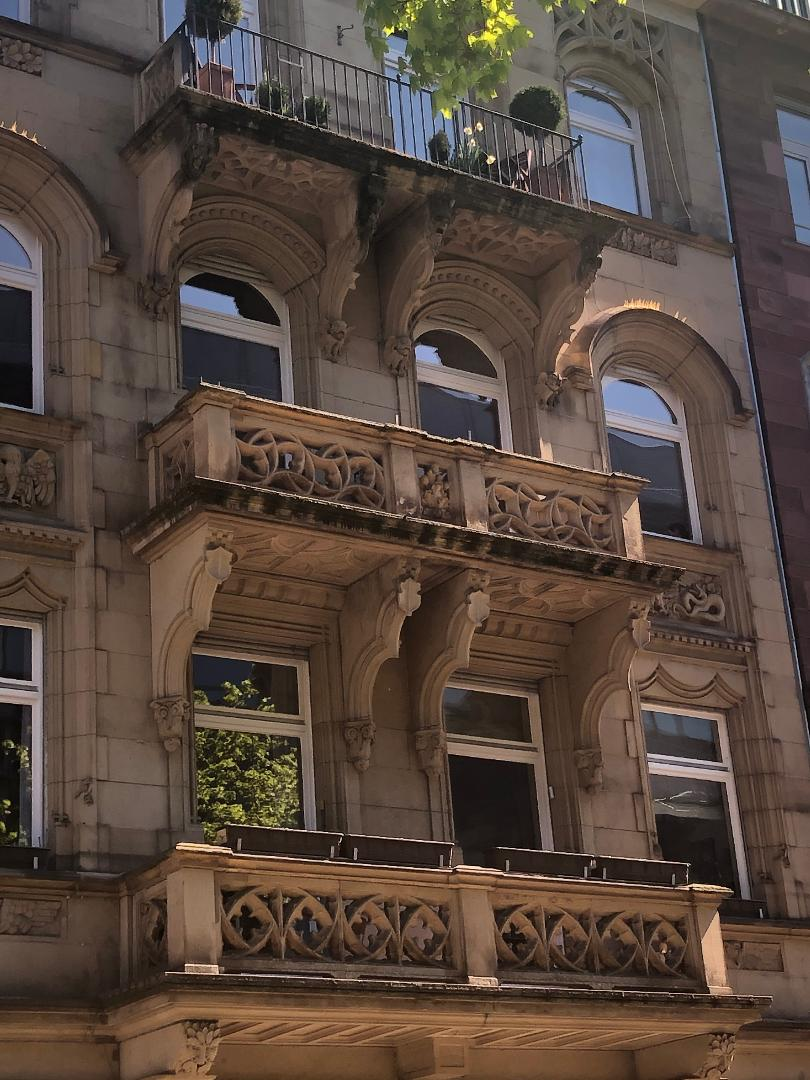
Sitz des Kaden Verlages in Mannheim

Der Dr. Reinhard Kaden Verlag GmbH & Co. KG, kurz Kaden-Verlag, ist ein medizinischer Fachverlag mit Sitz in Mannheim. Sein Schwerpunkt sind Zeitschriften und Bücher zu den Fachgebieten Augenheilkunde und Chirurgie.

## Geschichte
1980 von dem Augenarzt und Wissenschaftspublizisten Reinhard Kaden gegründet, ist der Kaden-Verlag heute der führende deutschsprachige Fachverlag auf dem Gebiet der Augenheilkunde. Die Geschäftsleitung liegt in den Händen von Reinhard Kaden und Katja Lorenz-Kaden. Die bei Kaden erscheinende ZPA – Zeitschrift für Praktische Augenheilkunde & Augenärztliche Fortbildung (Auflage: 5.000 Exemplare) ist ein sich besonders an niedergelassene Augenärzte richtendes Fortbildungsmedium. Es wurde 1989 ergänzt durch die Zeitschrift Ophthalmochirurgie, die sich primär an operativ tätige Augenärzte richtet. Der ursprünglich in Heidelberg ansässige Verlag zog im April 2021
nach Mannheim um. Der Verlag und die Verleger wurden mehrfach ausgezeichnet, zuletzt verlieh die Deutschsprachige Gesellschaft für Intraokularlinsen-Implantation, interventionelle und refraktive Chirurgie (DGII) Reinhard Kaden den Medienpreis 2019.

## Verlagsprogramm
Neben der ZPA und der Ophthalmochirurgie verlegt der Kaden-Verlag auch die Zeitschrift des Berufsverband der Augenärzte Deutschlands mit dem Titel Der Augenarzt. Eine weitere in der Augenheilkunde wirkende Berufsgruppe, die Spezialisten für die Behandlung von Strabismus (Fachbezeichnung:Orthoptist), wird mit der Zeitschrift Die Orthoptistin über neue Entwicklungen informiert.
Eine wichtige deutschsprachige Fachzeitschrift für Chirurgen ist die Chirurgische Allgemeine mit einer Auflage von 7.200 Exemplaren. Zu großen Chirurgenkongressen präsentiert der Verlag eigene Kongresszeitschriften. Für eine chirurgische Subspezialität wird die Zeitschrift Plastische Chirurgie herausgegeben.
Das Buchprogramm hat ebenfalls einen Schwerpunkt auf den klinischen Fächern Augenheilkunde und Chirurgie sowie auf Biografien bedeutender Ärzte. Kaden verlegt den 1931 erschienenen Klassiker der plastisch-rekonstruktiven Chirurgie „Nasenplastik und sonstige Gesichtsplastik, nebst einem Anhang über Mammaplastik“ des deutsch-jüdischen Chirurgen Jacques Joseph als Faksimile. Ebenfalls im Programm ist eine historische Aufarbeitung der deutschen Chirurgie in der Zeit des Nationalsozialismus. Eines der Standardwerke der Augenheilkunde, das von einem Autorenteam um Albert J. Augustin (Städtische Augenklinik Karlsruhe) verfasste 1600-Seiten-Buch Augenheilkunde erschien 2019 in seiner nunmehr vierten Auflage erstmals im Kaden-Verlag. Zu den weiteren Höhepunkten des Buchprogramms gehört eine 2018 erschienene Differentialdiagnose in der Augenheilkunde und eine Geschichte der Augenheilkunde in Dresden von Ronald D. Gerste und Lutz E. Pillunat.

## Titel (Auswahl)
- Geschichte der operativen Chirurgie in 5 Bänden, 2005. ISBN 978-3922777625.
- Deutsche Gesellschaft für Chirurgie 1933–1945. Die Präsidenten, 2011. ISBN 978-3942825030.
- Chirurgie im Norden – Zur 200. Tagung der Vereinigung Norddeutscher Chirurgen in Hamburg 2017, von Rüdiger Döhler, Heinz-Jürgen Schröder, E. Sebastian Debus (Hrsg.), 2017. ISBN 978-3-942825-67-2
- Augenheilkunde in Dresden – vom „Augendienst“ zur Universitätsaugenklinik, von Ronald D. Gerste und Lutz E. Pillunat, 2018. ISBN 978-3-942825-69-6
- Augenheilkunde, von Albert Josef Augustin, 2019. ISBN 978-3-942825-77-1
- Differentialdiagnose in der Augenheilkunde, von Annelie Burk, Reinhard Burk, Reinhard Kaden, 2018. ISBN 978-3-942825-73-3
- Deutsche Gesellschaft für Chirurgie 1933-1945 – Die Verfolgten, von Hartwig Bauer, Ernst Kraas, Hans-Ulrich Steinau (Hrsg.),2019, ISBN 978-3-942825-60-3
- Chirurginnen, von Volker Klimpel, 2021, ISBN 978-3-942825-87-0